# Leigh Bardugo

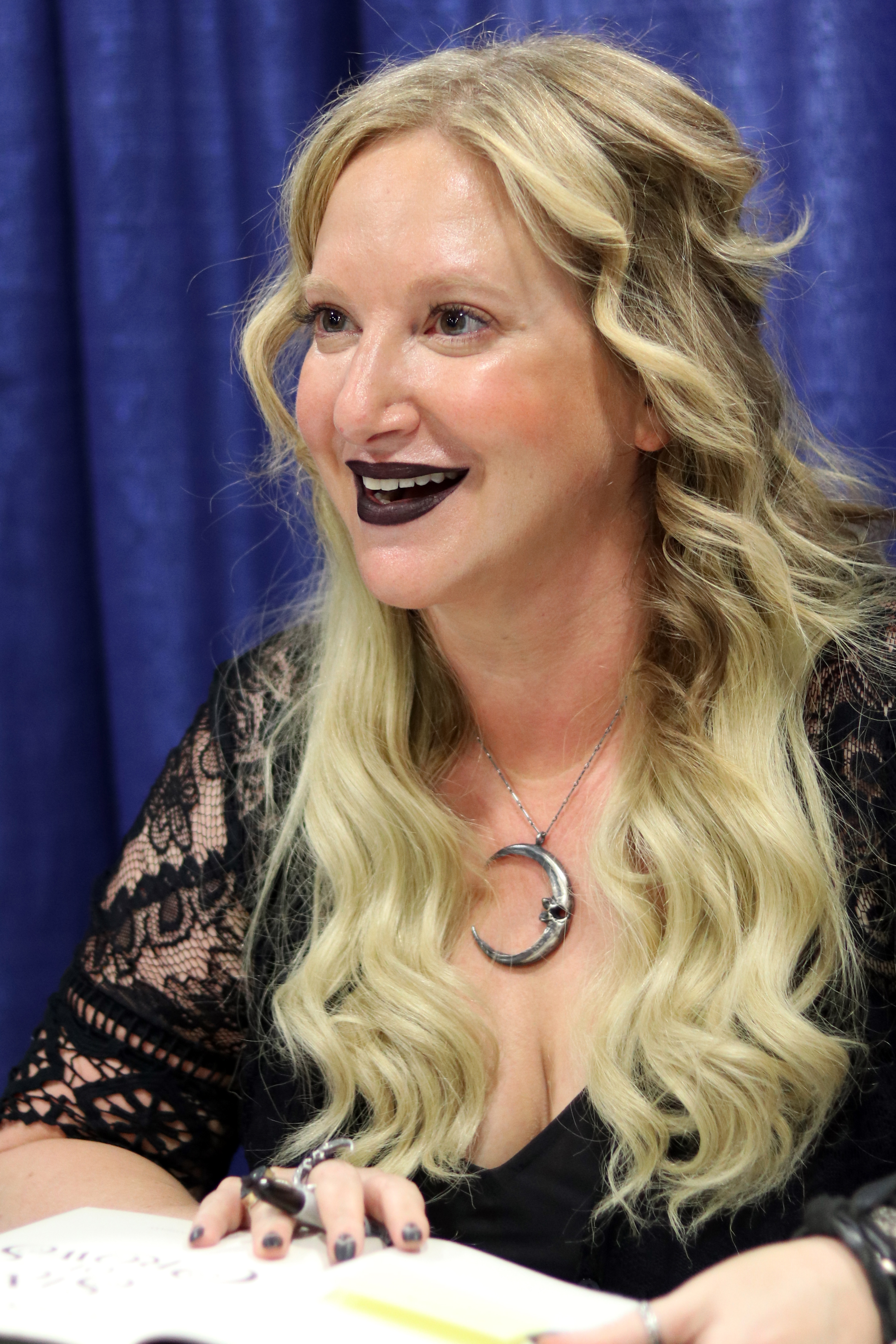
Leigh Bardugo (2018)

Leigh Bardugo (geboren 1975 in Jerusalem) ist eine amerikanische Schriftstellerin von Fantasyromanen für Heranwachsende.

## Leben
Bardugo studierte Englisch an der Yale University bis zu ihrem Abschluss 1997. Bardugo wuchs in Los Angeles auf und lebt auch dort. Sie leidet an Knochennekrose.

## Werke
Die englischen Ausgaben ihrer Bücher haben sich bisher (Stand Januar 2019) mehr als 2,5 Millionen Mal verkauft. Sie wurden in mehr als 38 Sprachen übersetzt. Die meisten ihrer Romane und Kurzgeschichten sind in der „Welt der Grisha“ (englisch „Grishaverse“) angesiedelt.
Bei dem Verlag Macmillan ist Bardugo unter Vertrag für zwölf weitere Bücher verschiedener Genres.

### Grishaverse
Bekannt wurde Leigh Bardugo durch ihre Geschichten über die zaubermächtigen Grisha.
Die Trilogie Legenden der Grisha (The Shadow and Bone Trilogy) besteht aus den folgenden Bänden:
- Goldene Flammen (2012) ISBN 978-3-551-58285-0, englischer Originaltitel Shadow and Bone (Amerika) bzw. The Gathering Dark (Großbritannien/Australien) ISBN 978-1-250-02743-6
- Eisige Wellen (2013) ISBN 978-3-551-31415-4, englischer Originaltitel Siege and Storm (2013) ISBN 978-0-8050-9460-2
- Lodernde Schwingen (2014) ISBN 978-3-551-58297-3, englischer Originaltitel Ruin and Rising (2014) ISBN 978-1-250-06316-8

In derselben Welt angesiedelt ist zudem Glory or Grave, die Krähen-Dilogie (Six of Crows Duology):
- Das Lied der Krähen (2017) ISBN 978-3-426-65443-9, englischer Originaltitel Six of Crows (2015) ISBN 978-1-62779-509-8
- Das Gold der Krähen  (2018) ISBN 978-3-426-65449-1, englischer Originaltitel Crooked Kingdom (2016) ISBN 978-1-62779-213-4

Die King-of-Scars-Dilogie (King of Scars Duology) greift die Figur des Nikolai Lantsov aus der Trilogie auf:
- King of Scars: Thron aus Gold und Asche (Knaur 2019) ISBN 978-3-426-22700-8, englischer Originaltitel King of Scars (2019) ISBN 978-1-250-14228-3
- Rule of Wolves: Thron aus Nacht und Silber (Knaur 2021) ISBN 978-3-426-22701-5, englischer Originaltitel Rule of Wolves (2021) ISBN 978-1-250-14230-6

Zudem hat Bardugo ein Buch mit Heiligensagen aus dem Grishaverse veröffentlicht:
- Die Leben der Heiligen (Knaur 2021) ISBN 978-3-426-22765-7, englischer Originaltitel The Lives of Saints (Oktober 2020) ISBN 978-1-250-76520-8

Hinzu kommen Kurzgeschichten, die teilweise als E-Book erhältlich sind:
- Die Hexe von Duwa, englischer Originaltitel The Witch of Duva (2012)
- Der allzu schlaue Fuchs, englischer Originaltitel The Too-Clever Fox (2013)
- Kleines Messer, englischer Originaltitel Little Knife (2014)

Zusammengefasst wurden die drei Geschichten in Folktales from Ravka (2015)
- The Demon in the Wood: A Darkling Prequel Story (2015)
- Ayama und der Dornenwald, englischer Originaltitel Ayama and the Thorn Wood (2017)
- Der Soldatenprinz, englischer Originaltitel The Soldier Prince (2017)
- Als das Wasser das Feuer ersang, englischer Originaltitel When Water Sang Fire (2017)

Die Sprache der Dornen (Knaur 2018) ISBN 978-3-426-22679-7, englischer Originaltitel The Language of Thorns (2017) ISBN 978-1-5101-0441-9 enthält sechs der Kurzgeschichten, alle bis auf The Demon in the Wood.

### Andere Romane
- Das neunte Haus (Knaur 2020) ISBN 978-3-426-22717-6, englischer Originaltitel Ninth House (2019) ISBN 978-1-250-31307-2.
- Wer die Hölle kennt (Knaur 2023) ISBN 978-3-426-22718-3, englischer Originaltitel Hell Bent (2023) ISBN 978-1-4732-2802-3.
- Der Vertraute (Knaur 2024) ISBN 978-3-426-28477-3, englischer Originaltitel The Familiar (2024)

### Wonder Woman
- Wonder Woman – Kriegerin der Amazonen (2018) ISBN 978-3-423-76197-0, englischer Originaltitel Wonder Woman: Warbringer (2017) ISBN 978-1-5247-7098-3

### Aufsätze
- We Are Not Amazons in: Last Night a Superhero Saved My Life (Hrsg. Liesa Mignogna) (2016)

### Weitere Kurzgeschichten
- Verse Chorus Verse in: Slasher Girls & Monster Boys (Hrsg. April Genevieve Tucholke) (2015)
- Head, Scales, Tongue, and Tail in: Summer Days and Summer Nights (Hrsg. Stephanie Perkins) (2016)

## Verfilmung
2021 wurde die erste und 2023 die zweite Staffel von Shadow and Bone – Legenden der Grisha auf Netflix veröffentlicht. Es handelt sich um eine Adaption der Grisha-Trilogie und Krähen-Dilogie. Neben Eric Heisserer und weiteren ist Bardugo als eine der Executive Producer tätig.
Amazon Studios erwarb die Verfilmungsrechte für die Serie um Alex Stern, beginnend mit Ninth House.